# Porta Trasimena
La Porta Trasimena  dite aussi Porta di San Luca ou encore Porta della Madonna della Luce est l'une des cinq portes étrusques de Pérouse.

## Histoire et description
La Porta Trasimena, l'une des principales portes de la ville étrusque, a été construite dans la seconde moitié du IIIe siècle av. J.-C., incorporée aux murs étrusques orientée vers la route du lac Trasimène dont elle tire son nom. Elle est également connue sous le nom de porta San Luca et porta della Madonna della Luce en raison de la proximité des églises homonymes.
Au Moyen Âge, au XIVe siècle elle est remaniée : l'arc en plein cintre d'origine a été modifié en arc ogival avec l'ajout d'un protomé léonin présent sur la façade.
Au-dessus de l'arche, à l'extérieur, est sculptée une croix et juste en dessous un croissant de lune. Sur le côté gauche, au-dessus d'une niche, un lion en travertin et une inscription romaine : « AUGUSTA PERUSIA-COLONIA VIBIA ».